# 청동 진솔선예백장 인장
청동 진솔선예백장 인장(靑銅 晋率善濊伯長 印章)은 서울특별시 용산구 삼성미술관 리움에 있는 가야시대(5∼6세기)의 도장이다. 1971년 12월 21일 대한민국의 보물 제560호로 지정되었다.

## 개요
청동 진솔선예백장 인장(靑銅 晋率善濊伯長 印章)은 중국 한대(漢代) 이후 이웃나라 왕에게 수여한 도장으로서, 높이 2.5cm 한변 길이 2.3cm이다. 중국 진(晋)나라 때 만든 것으로, 경상북도 영일군에서 청색의 유리옥 10개와 함께 출토되었다고 전해진다.
전면에 푸른 녹이 두껍게 덮혀 있고, 도장찍는 면(인장면)에 약간의 손상이 있어 실제로 사용된 듯 보이며, 보존상태는 양호한 편이다.
정사각형의 인장면 위로는 원숭이 모양의 동물이 손잡이 구실을 하고 있다. 꼿꼿이 세운 얼굴에는 두 눈이 움푹 패였고, 입은 앞으로 튀어 나와 있다. 인장을 밟고 있는 4발 가운데 앞발은 조금 움추린듯 하고, 앞발과 뒷발 사이의 허리 아래로는 빈 공간을 두었다. 특히 허리부터 허벅지까지 이어진 곳에는 짧은 가로선들이 여러 개 음각되어 있다.
인장면 바닥에는 '晋率善濊伯長'이라고 예서체로 음각되어 있다.

## 참고 자료
- 청동 진솔선예백장 인장 - 국가유산청 국가유산포털